# 岸破義信
岸破義信（きしばよしのぶ）とは、第96代・97代・98代内閣総理大臣・第25代自由民主党総裁を務めた安倍晋三の後継を巡る有力候補4人の名前を取り入れた造語である。岸田派（宏池政策研究会）の岸田文雄、石破派（水月会）の石破茂、無派閥の菅義偉、竹下派（平成研究会）の加藤勝信の4人の名前から漢字一文字ずつを取って作られた言葉である（派閥通称は当時）。
2019年末頃からは
加藤以外の3人を麻生派（志公会）の河野太郎や無派閥の小泉進次郎、竹下派（平成研究会）の茂木敏充 に変えて、河泉敏信（かわいずみとしのぶ）と呼ぶこともある。

## メンバー

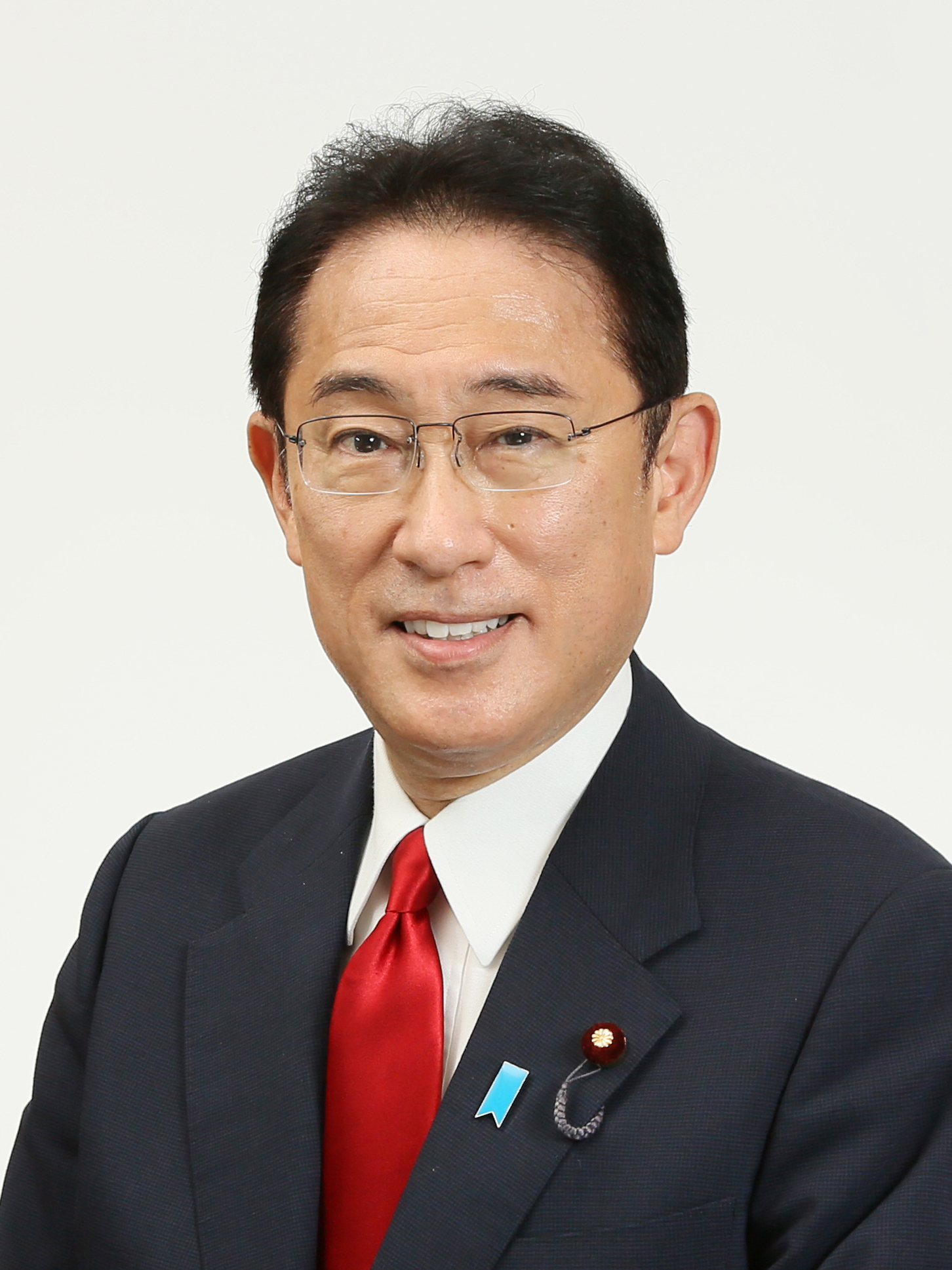
「岸」田文雄
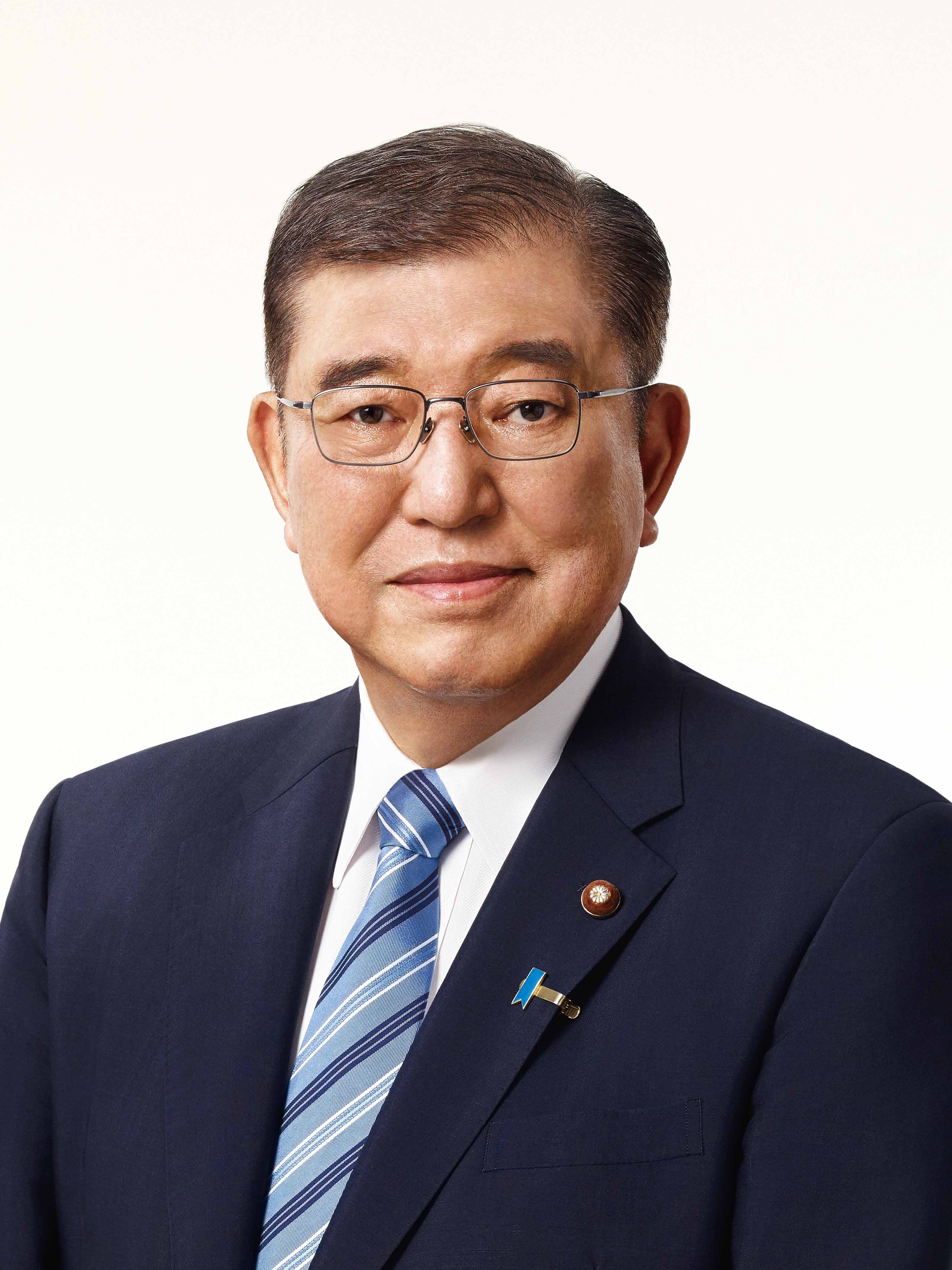
石「破」茂
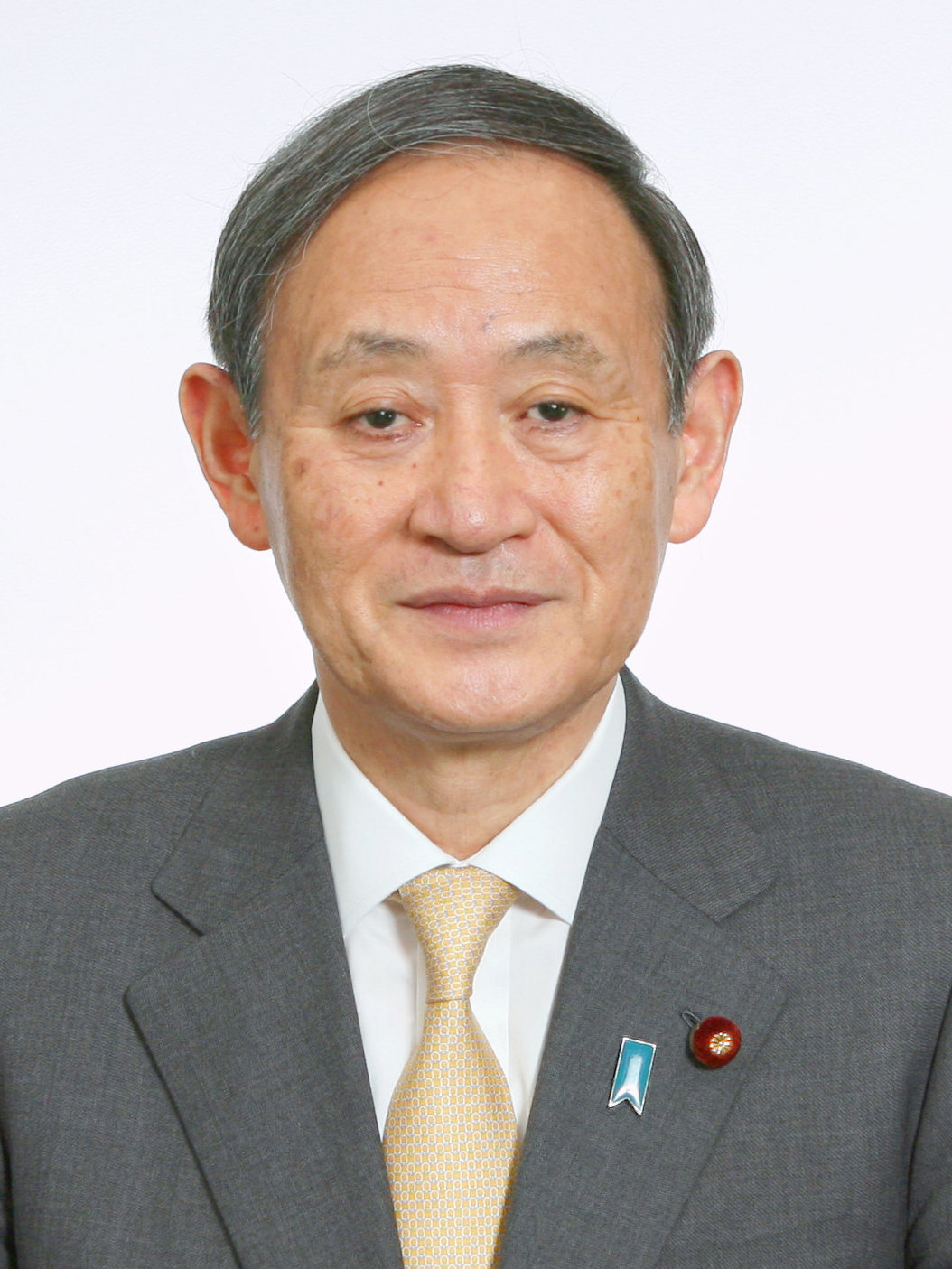
菅「義」偉
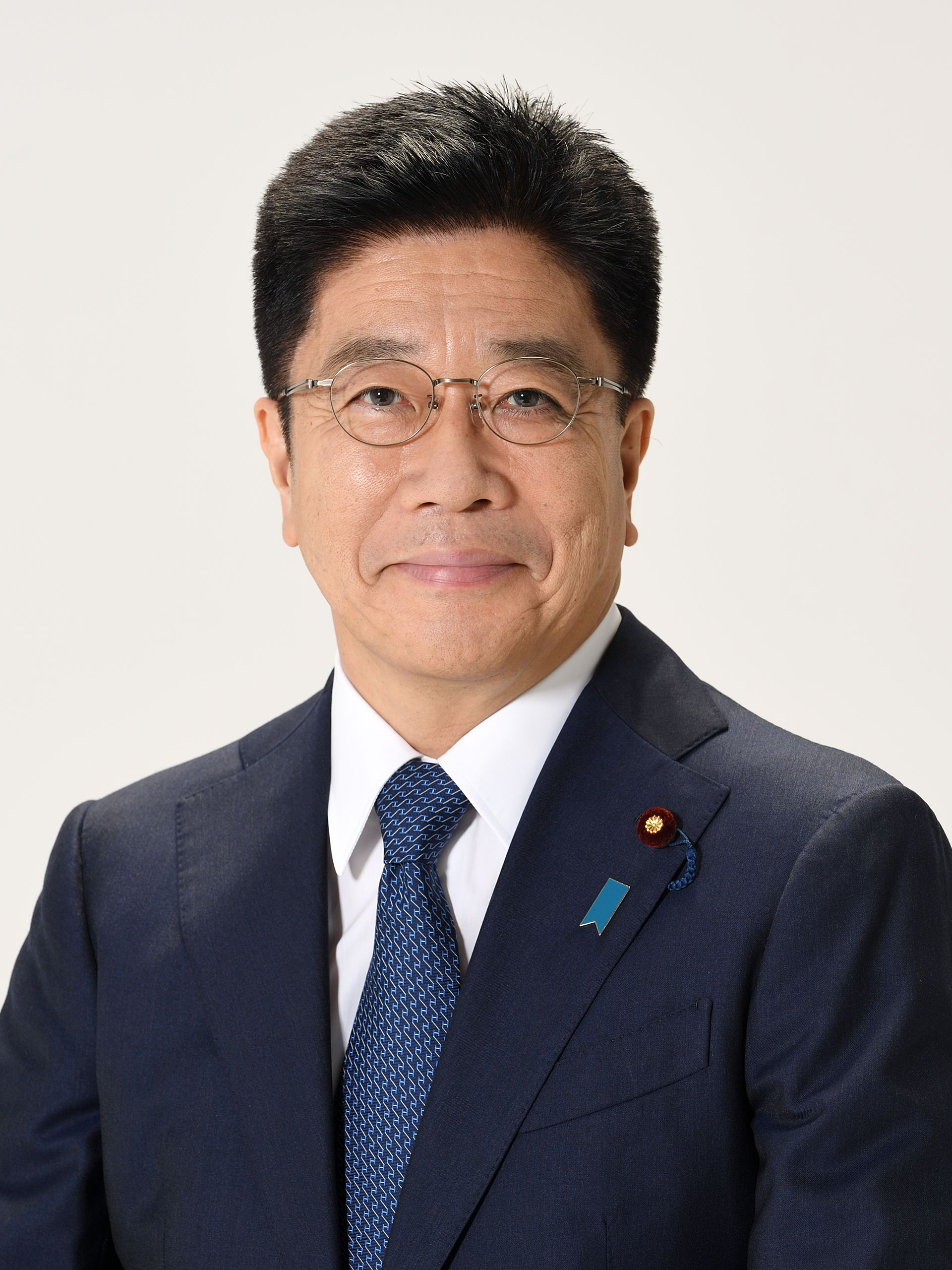
加藤勝「信」

- 岸田文雄 - 内閣総理大臣（第100・101代）、自由民主党総裁（第27代）、自由民主党政務調査会長、外務大臣、防衛大臣、自由民主党国会対策委員長、内閣府特命担当大臣
- 石破茂 - 内閣総理大臣（第102・103代）、自由民主党総裁（第28代）、 自由民主党幹事長、自由民主党政務調査会長、内閣府特命担当大臣、農林水産大臣、防衛大臣
- 菅義偉 - 内閣総理大臣（第99代）、自由民主党総裁（第26代）、内閣官房長官、自由民主党幹事長代行、総務大臣、内閣府特命担当大臣
- 加藤勝信 - 内閣官房長官、財務大臣、厚生労働大臣、自由民主党総務会長、内閣府特命担当大臣

## 概要
2012年9月26日に実施された総裁選で勝利し、自民党総裁に就任した安倍晋三については、党規改定による4期目の続投を望む声もあったが、安倍本人が固辞したため、2021年9月の任期満了をもって退任することが予定されていた。そのため安倍と過去2回（2012年・2018年）総裁選を争った元幹事長の石破茂や、政調会長で宏池政策研究会（岸田派）会長の岸田文雄、内閣官房長官の菅義偉、そして総務会長であった加藤勝信がポスト安倍の有力候補として浮上した。
しかし2020年8月28日、安倍は記者会見で「持病の潰瘍性大腸炎が再発し、国民の負託に、自信を持って応えられる状態でなくなった」として辞意を表明。自民党では総裁選を行うこととなり、対応は幹事長の二階俊博に一任された。二階は両院議員総会で総裁選を行い党員投票は省略する方向で調整する考えを示し、同年9月14日に実施された総裁選には上記の4人のうち加藤を除く3人が出馬した。結果、7派閥のうち5派閥の支持を受けた菅が535票中、7割に当たる377票を獲得し、後継総裁に選出された。また、都道府県連票でも菅がトップの89票の一方、過去に挑戦した総裁選では地方票で強さを見せた石破は42票と伸び悩んだ。岸田は国会議員票で善戦し、石破との2位争いを制した。岸田の善戦は、安倍政権批判の急先鋒だった石破の「次」への芽を摘むため、細田派や麻生派から20票程度が流れたためと推測された。菅義偉内閣では加藤が菅の後任の内閣官房長官に就任した。
菅は総裁任期（安倍の残任期間）の満了に伴い実施された2021年9月の総裁選に出馬せず、退陣。総裁選は岸田、麻生派出身の河野太郎、無派閥の高市早苗、野田聖子の4人で争われることとなり、同月29日に行われた投開票の結果、岸田が第27代総裁に選出された。
岸田は総裁任期の満了に伴い実施された2024年9月の総裁選に出馬せず、総裁選は高市、加藤、河野、石破、茂木のほか、元経済安全保障担当大臣の小林鷹之、内閣官房長官の林芳正、元環境大臣の小泉進次郎、外務大臣の上川陽子の9人で争われることとなり、同月27日に行われた投開票の結果、石破が第28代総裁に選出された。